# Кампо ел Крусеро (Елота)
Кампо ел Крусеро (шп. Campo el Crucero) насеље је у Мексику у савезној држави Синалоа у општини Елота. Насеље се налази на надморској висини од 20 м.

## Становништво
Према подацима из 2005. године у насељу су живела 4 становника.

### Хронологија
| Година       | 2000          | 2005 |
| ------------ | ------------- | ---- |
| Становништво | 172 (86 / 86) | 4    |

### Попис
| # | Индикатор                        | Вредност |
| - | -------------------------------- | -------- |
| 1 | Укупно појединачних домаћинстава | 2        |